# 83-я пехотная дивизия (Российская империя)
83-я пехотная дивизия — пехотное соединение в составе российской императорской армии

## История дивизии
Сформирована в июле 1914 года из кадра 48-й пехотной дивизии. 83-я артиллерийская бригада сформирована в июле 1914 года по мобилизации в Самаре из кадра, выделенного 48-й артиллерийской бригадой.

Во время мобилизации второочередной дивизии выяснилось, что организационная часть была поставлена слабо. Вся бумажная часть была поставлена удовлетворительно, но зато материальное снабжение было организовано поверхностно. Первоочередные полки очень мало позаботились о своих скрытых кадрах. Они считали мобилизацию их второстепенным делом и, мобилизуя себя, взяли всё лучшее из кадрового состава, оружия, снаряжения и проч. Контингент запасных состоял из пожилых солдат, бывших даже в японской войне. Настроение было небоевое. Воинский порядок соблюдался слабо. Большинство офицеров относились к своим обязанностям безучастно.— К. Л. Гильчевский. Боевые действия второочередных дивизий в мировую войну
18 августа штаб дивизии прибыл в Люблин и вошёл в подчинение 16-го корпуса 4-й армии Юго-Западного фронта. Прибывшие в следующие дни полки (кроме 332-го Обоянского) были приданы для усиления другим соединениям фронта. Обоянский полк в составе сводной колонны под командованием генерала К. Л. Гильчевского, составлявшей центральный участок наступления корпуса, с 23 по 27 августа участвовал в боях у посада Быхава, потеряв до 1200 человек (75 % состава), командира полка и большую часть офицеров.

В этот день, как и ранее, на походе нас поражал вид ротных командиров, ехавших верхом при ротах совершенно безучастно. Лучшие командиры полков были убиты, хорошие офицеры выбыли уже в первом пятидневном бою; командир Орского полка, Москули, всё время прятался в обозе якобы по болезни; командир Бузулукского полка заявлялся тоже больным; полк вёл капитан, очень слабый. Порядка в полках и в артиллерийской бригаде не было. Приходилось на каждом переходе пропускать мимо себя дивизию по два-три раза и каждый раз обгонять дивизию верхом, — и всё же, как бы умышленно, порядок не налаживался. Поражало полное безучастие командиров полков и батарей и их безразличное отношение к продовольствию людей и лошадей.— К. Л. Гильчевский. Боевые действия второочередных дивизий в мировую войну
28 августа в деревне Полихна сосредоточились все полки 83-й дивизии, вошедшей в состав Гвардейского корпуса. Здесь же дивизии был придан второочередной Уральский казачий полк в составе 4-х сотен. Дивизия получила задачу занять г. Уланув, после чего выступила на оборонительные позиции у городов Ржешов и Соколов, но получила приказ двигаться форсированным маршем за р. Вислу, где была включена в качестве резерва в 18-й корпус 9-й армии Юго-Западного фронта. В конце сентября заняла позиции на р. Висла, сменив 1-ю гвардейскую дивизию. С 12 по 14 октября дивизия переправилась на левый берег Вислы и вступила в ночной бой с противником у фольварка Рай. К 20 октября дивизия сосредоточилась в районе Сандомира, получив приказ преследовать отступавшую австрийскую армию в направлении Кракова.

83-я пехотная дивизия, вошедшая с 75-й в состав XXXI корпуса, особенно выдающихся дел не имела…— А. А. Керсновский. История Русской армии
Дивизия – участница Люблин-Холмского сражения 9 – 22 июля 1915 г.

## Состав дивизии
- 1-я бригада
  - 329-й Бузулукский пехотный полк
  - 330-й Златоустовский пехотный полк
- 2-я бригада
  - 331-й Орский пехотный полк
  - 332-й Обоянский пехотный полк
- 83-я артиллерийская бригада

## Командование дивизии
«Командующий» в дореволюционной терминологии означал временно исполняющего обязанности начальника или командира.

### Начальники дивизии
- 19.07.1914 — 09.11.1914 — командующий генерал-майор Гильчевский, Константин Лукич
- 09.11.1914 — 19.06.1915 — командующий генерал-майор Беляев, Владимир Васильевич
- 26.06.1915 — 06.04.1917 — генерал-майор (с 10.04.1916 генерал-лейтенант) Бутович, Василий Васильевич
- 07.04.1917 — 31.07.1917 — командующий генерал-майор Кононович, Иосиф Казимирович
- 31.07.1917 — 15.03.1918 — генерал-лейтенант Кордюков, Павел Алексеевич

### Начальники штаба дивизии
- 22.09.1914 — 30.09.1916 — подполковник (с 06.12.1915 полковник) Шелавин, Алексей Николаевич
- 30.09.1916 — 12.05.1917 — полковник (c 24.07.1916 генерал-майор) Цыгальский, Михаил Викторович
- 14.06.1917 — 11.01.1918 — подполковник Змиенко, Всеволод Ефимович

### Командиры бригады
- 29.07.1914 — 18.11.1914 — генерал-майор Рудаков, Борис Александрович[3]
- 18.11.1914 — после 10.07.1916 — генерал-майор Беляев, Сергей Васильевич

### Командиры 83-й артиллерийской бригады
- 25.07.1914 — 08.06.1917 — полковник (с 16.07.1916 генерал-майор) Полетика, Константин Фёдорович
- 20.06.1917 — хх.хх.хххх — командующий полковник Колчигин, Константин Иванович